# Чемпионат Южной Америки по волейболу среди женских клубных команд 2025
17-й чемпионат Южной Америки по волейболу среди женских клубных команд (45-й с учётом Кубка южноамериканских чемпионов) проходил с 7 по 11 марта 2025 года с участием 7 клубных команд из 6 стран-членов Южноамериканской конфедерации волейбола. Чемпионский титул в 3-й раз в своей истории выиграла бразильская команда «Дентил/Прая Клубе» (Уберландия).

## Команды-участницы
| Страна    | Команда                          |                                      |
| --------- | -------------------------------- | ------------------------------------ |
| Аргентина | «Эстудиантес» (Ла-Плата)         | 2-й призёр чемпионата Аргентины 2024 |
| Боливия   | «Сан-Мартин» (Кочабамба)         | Чемпион Боливии 2024                 |
| Бразилия  | «Жердау-Минас» (Белу-Оризонти)   | Чемпион Бразилии 2024                |
| Бразилия  | «Дентил/Прая Клубе» (Уберландия) | 2-й призёр чемпионата Бразилии 2024  |
| Перу      | «Альянса Лима» (Лима)            | Чемпион Перу 2024                    |
| Уругвай   | «Атлетико Барбато» (Монтевидео)  | Чемпион Уругвая 2024                 |
| Чили      | «Мурано» (Сантьяго)              | Чемпион Чили 2024                    |

## Система проведения розыгрыша
Соревнования состояли из предварительного этапа и плей-офф. На предварительном этапе 7 команд-участниц разбиты на 2 группы. В группах команды играли в один круг. Приоритетом при распределении мест в группах являлось общее количество побед, затем число набранных очков, соотношение выигранных и проигранных партий, соотношение мячей, результаты личных встреч. За победы со счётом 3:0 и 3:1 команды получали по 3 очка, за победы 3:2 — по 2 очка, за поражения 2:3 — по 1 очку, за поражения 0:3 и 1:3 очки не начисляются. По две лучшие команды из групп вышли в полуфинал плей-офф и далее по системе с выбыванием определили призёров чемпионата. Команды, занявшие в группах третьи места, разыграли 5-е место.

## Игровая арена
Белу-Оризонти.
Соревнования прошли в полиспортивной «Жуселину Кубичек Арене» (порт. Arena Juscelino Kubitschek). Построена в 2001 году на месте спортзала имени Жуселину Кубичека — бывшего мэра Белу-Оризонти (1940—1945), губернатора штата Минас-Жерайс (1950—1955) и президента Бразилии (1956—1961). Имеет второе название Arena UniBH (Arena Universitário de Belo Horizonte)  Вместимость трибун игрового зала — 4 тысячи зрителей. 

## Предварительный этап
|  | Прошедшие в плей-офф |

### Группа А
| М | Команда                        | 1   | 2   | 3   | И | В | П | С/П | О |
| - | ------------------------------ | --- | --- | --- | - | - | - | --- | - |
| 1 | «Жердау-Минас» (Белу-Оризонти) |     | 3:0 | 3:0 | 2 | 2 | 0 | 6:0 | 6 |
| 2 | «Эстудиантес» (Ла-Плата)       | 0:3 |     | 3:1 | 2 | 1 | 1 | 3:4 | 3 |
| 3 | «Мурано» (Сантьяго)            | 0:3 | 1:3 |     | 2 | 0 | 2 | 1:6 | 0 |

|       |                            |     |         |        |        |        |  |
|       |                            |     |         |        |        |        |  |
| 7,03. | Жердау-Минас — Мурано      | 3:0 | (25:10, | 25:9,  | 25:10) |        |  |
| 8.03. | Жердау-Минас — Эстудиантес | 3:0 | (25:12, | 25:18, | 25:14) |        |  |
| 9.03. | Эстудиантес — Мурано       | 3:1 | (25:18, | 24:26, | 25:22, | 25:15) |  |

### Группа B
| М | Команда                          | 1   | 2   | 3   | 4   | И | В | П | С/П | О |
| - | -------------------------------- | --- | --- | --- | --- | - | - | - | --- | - |
| 1 | «Альянса Лима» (Лима)            |     | 3:1 | 3:0 | 3:0 | 3 | 3 | 0 | 9:1 | 9 |
| 2 | «Дентил/Прая Клубе» (Уберландия) | 1:3 |     | 3:0 | 3:0 | 3 | 2 | 1 | 7:3 | 6 |
| 3 | «Атлетико Барбато» (Монтевидео)  | 0:3 | 0:3 |     | 3:2 | 3 | 1 | 2 | 3:8 | 2 |
| 4 | «Сан-Мартин» (Кочабамба)         | 0:3 | 0:3 | 2:3 |     | 3 | 0 | 3 | 2:9 | 1 |

|       |                                      |     |         |        |        |        |        |
|       |                                      |     |         |        |        |        |        |
| 7.03. | Альянса Лима — Сан-Мартин            | 3:0 | (25:9,  | 25:7,  | 25:7)  |        |        |
| 7.03. | Дентил/Прая Клубе — Атлетико Барбато | 3:0 | (25:11, | 25:11, | 25:8)  |        |        |
| 8.03. | Альянса Лима — Атлетико Барбато      | 3:0 | (25:9,  | 25:12, | 25:16) |        |        |
| 8.03. | Дентил/Прая Клубе — Сан-Мартин       | 3:0 | (25:12, | 25:15, | 25:12) |        |        |
| 9.03. | Атлетико Барбато — Сан-Мартин        | 3:2 | (25:21, | 21:25, | 25:19, | 22:25, | 15:11) |
| 9.03. | Альянса Лима — Дентил/Прая Клубе     | 3:1 | (25:23, | 17:25, | 25:20, | 25:20) |        |

## Матч за 5-е место
10 марта
 «Атлетико Барбато» (Монтевидео) —  «Мурано» (Сантьяго)
3:2 (21:25, 25:18, 25:15, 21:25, 16:14).

## Плей-офф

### Полуфинал
10 марта
 «Альянса Лима» (Лима) —  «Эстудиантес» (Ла-Плата)
3:0 (25:18, 25:19, 25:9).
 «Дентил/Прая Клубе» (Уберландия) —  «Жердау-Минас» (Белу-Оризонти)
3:2 (21:25, 11:25, 25:23, 25:19, 15:7).

### Матч за 3-е место
11 марта
 «Жердау-Минас» (Белу-Оризонти) —  «Эстудиантес» (Ла-Плата)
3:0 (25:14, 25:5, 25:16).

### Финал
11 марта
 «Дентил/Прая Клубе» (Уберландия) —  «Альянса Лима» (Лима)
3:0 (25:15, 25:12, 25:19). Отчёт

## Итоги

### Положение команд
| «Дентил/Прая Клубе» (Уберландия)   |
| «Альянса Лима» (Лима)              |
| «Жердау-Минас» (Белу-Оризонти)     |
| 4. «Эстудиантес» (Ла-Плата)        |
| 5. «Атлетико Барбато» (Монтевидео) |
| 6. «Мурано» (Сантьяго)             |
| 7. «Сан-Мартин» (Кочабамба)        |

### Призёры
«Дентил/Прая Клубе» (Уберландия): Наталия Перейра ди Араужо (Натинья), Макрис Силва Карнейро, Аденизия Феррейра да Силва, Софья Кузнецова, Жулиана Сантос Каррижо (Жу Каррижо), Габриэла Мартинс Силва (Габи Мартинс), Ниа Рид, Карол ди Оливейра Саад Гаттас (Карол Гаттас), Пэйтон Кэффри, Моник Мариньо Паван, Приссила Соуза ди Жезус (При Соуза), Суэлен Сантана Пинто, Милка Медейрос да Силва, Милла Барбоза Камурчо. Главный тренер — Маркос Пиньейро Миранда.
  «Альянса Лима» (Лима): Диана де ла Пенья Хулька, Марина Шерер, Марикармен Герреро Баларесо, Айкса Вихиль Киспе, Эсмеральда Лоронья Рейес, Маэва Орль, Клариветт Ильескас Абад, Сонали Монтейро Сидран, Фабиана Тавара, Найели Ябар Кальдерон, Исабелла Санчес Сопла, Захира Кинье Кордова, Эсмеральда Санчес Маседо, Джульета Ласкано. Главный тренер — Пауло ди Тарсо Милагрис.
  «Жердау-Минас» (Белу-Оризонти): Франсин Томазони (Фран), Джована Гимарайнс Пирис, Селесте Плак, Приссила Залевски Даройт (При Даройт), Таиса Дахер ди Менезис, Аманда Каролин Маркис, Жулия Гамбатто Кудьесс, Киси Сезарио ду Насименту, Дженна Грэй, Лариса Фортис, Келли Гомис, Глейс Келли Васконселос, Йонкайра Пенья Исабель, Эрика Мотта Лима. Главный тренер — Никола Негро.

### Индивидуальные призы
| - MVP Аденизия («Дентил/Прая Клубе») - Лучшая связующая Макрис («Дентил/Прая Клубе») - Лучшие центральные блокирующие Аденизия («Дентил/Прая Клубе») Джульета Ласкано («Альянса Лима») | - Лучшая диагональная нападающая Киси («Жердау-Минас») - Лучшие нападающие-доигровщики Пэйтон Кэффри («Дентил/Прая Клубе») Исабелла Санчес («Альянса Лима») - Лучшая либеро Эсмеральда Санчес («Альянса Лима») |